# Мартірано
Мартірано (італ. Martirano) — муніципалітет в Італії, у регіоні Калабрія,  провінція Катандзаро.
Мартірано розташоване на відстані близько 450 км на південний схід від Рима, 37 км на північний захід від Катандзаро.
Населення — 900 осіб (2014).

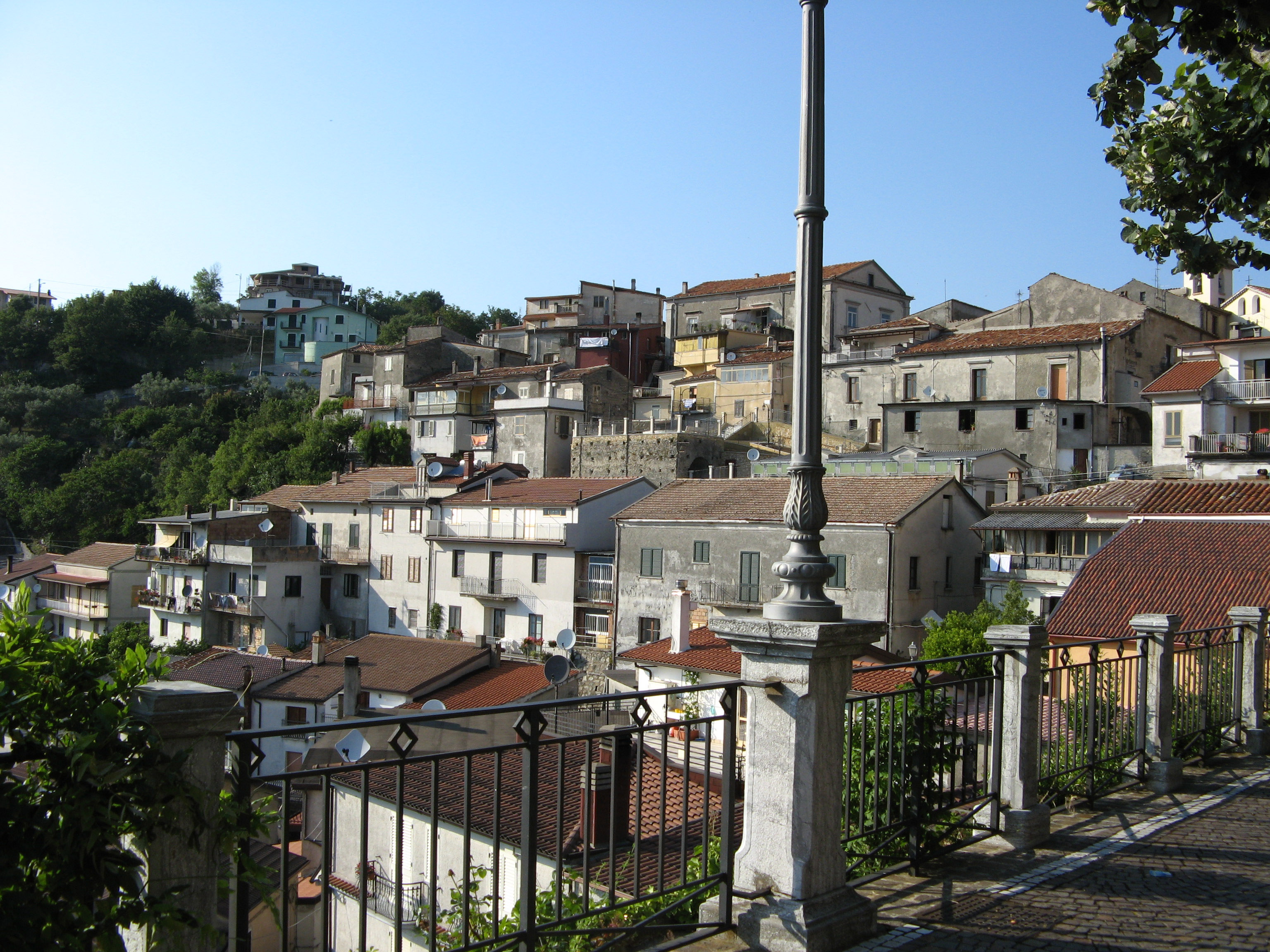

Щорічний фестиваль відбувається 20 січня. Покровитель — San Sebastiano.

## Демографія
Населення за роками:

Станом на 1 січня 2023 року в муніципалітеті офіційно проживало 55 іноземців з 8 країн, серед них 28 громадян країн Євросоюзу та 1 громадянин України.

## Сусідні муніципалітети
- Аєлло-Калабро
- Альтілія
- Конфленті
- Гримальді
- Мартірано-Ломбардо
- Мотта-Санта-Лучія